# 伏見宮邦永親王
伏見宮邦永親王（ふしみのみや くにながしんのう）は、江戸時代中期の皇族。世襲親王家の伏見宮第14代当主。伏見宮貞致親王の第2王子。
天和3年（1683年）3月12日、霊元天皇の猶子となる。元禄8年（1695年）12月14日に親王宣下。同23日に元服。加冠は近衛基熙。同日中務卿に任ぜられた。宝永6年（1709年）4月21日に二品に叙せられ、享保11年（1726年）10月11日に一品に叙せられ、牛車宣下を受けた。

## 系譜
子女
- 御息所：福子内親王（1676-1707） - 霊元天皇第五皇女
  - 皇女：光子女王（岩宮、1699-1737） - 松平宣維室
  - 皇子：貞建親王（若宮、1700-1754） - 第15代伏見宮
- 家女房：薗氏
  - 皇子：尊孝入道親王（静宮、1701-1748） - 東大寺別当
- 家女房：近藤氏
  - 皇女：輔子女王（基宮、1710-1759） - 今出川公詮室
  - 皇女：増子女王（比宮、1711-1733） - 徳川家重室
- 家女房
  - 皇子：道承入道親王（直宮、1696-1714） - 熊野検校
  - 皇女：某（明宮、1697-1699） - 明真院
  - 皇子：尊祐法親王（寛宮、1697-1747） - 天台座主